# Julian Borchardt
Julian Borchardt (Bydgoszcz, 13 gennaio 1868 – Berlino, 16 febbraio 1932) è stato un politico e giornalista tedesco.

## Biografia
Dopo gli studi a Bruxelles divenne redattore del giornale socialdemocratico Volksblatt ad Amburgo e di Volkszeitung a Koenigsberg. Dal 1913 al 1921 diresse la rivista marxista Lichtsstrahlen, con la quale veicolò le idee dei socialdemocratici radicali, contribuendo anche alla costituzione del Partito Comunista di Germania.
Durante la prima guerra mondiale si schierò dalla parte dell'internazionalismo rivoluzionario contro i socialimperialisti e i kautzkisti. Alla Conferenza di Zimmerwald fu l'unico a schierarsi dalla parte dell'ala sinistra.
Scrisse numerose opere di divulgazione popolare della teoria economica e sociologica di Karl Marx (di cui pubblicò un'edizione ridotta de Il Capitale), nonché studi sulla storia economica della Germania.